# Ziljske Alpe
Ziljske Alpe (nemško Gailtaler Alpen oz. Drauzug) so gorstvo v severnih apneniških Alpah na Vzhodnem Tirolskem in Koroškem, od južnih jih ločuje periadriatska prelomna cona. Ziljske Alpe se nahajajo med dolinama reke Drave na severu in Zilje na jugu, med Beljakom na vzhodu in Lienzom na zahodu. V vzhodnem delu med obema dolinama se nahaja najvišje ležeče jezero na Koroškem, dobrih deset kilometrov dolgo razpotegnjeno Belo jezero (Weissensee). Po gorstvu poteka približno 150 km dolga planinska pot, imenovana Gailtaler Höhenweg.
Gorstvo se deli na več skupin, ki si od vzhoda proti zahodu sledijo:
- Dobrač (nemško Dobratsch / Villacher Alpen, 2.166 m),
- skupina Negala (Spitzegel, 2.119 m),
- skupina Lačurja (2.236 m),
- skupina Reisskofla (2.371 m),

- skupina Jauken z najvišjim 2.276 m visokim Torkoflom,
- Lienški dolomiti
  - skupina Lumkofla (2.286 m),
  - greben Hochstadla (2.681 m),
  - skupina Laserz; v njej se nahaja najvišja gora Ziljskih Alp, 2.770 metrov visoka Grosse Sandspitze,
  - skupina Kreuzkofla (2.694 m) in Spitzkofla (2.717 m),
  - skupina Eggenkofla (2.591 m).

Anton Melik omenja naslednje vrhove oz. toponime Ziljskih Alp v obeh deželnih jezikih:
- Beli potok, nem. Weissenbach
- Belo jezero, nem. Weissensee
- Plajberška dolina, -
- Poljanska dolina, nem. Pölland Tal, prečno pretržje za Vršjem (pri Zdovcu Ovršje), se dviga
- Adrški vrh (Čegla gora), 1.893 m, nem. Tschegelnock
- - , Kobesnock, 1819 m (s Slovenjo planino, nem. Windische Alp)
- Gradaščica, nem. Grasslitzen, 2.044 m
- Belški vrh, nem. Vellacher Egel, 2.108 m
- Negal, nem. Spitzegel, 2.118 m
- Golec, nem. Golz, 2.004 m
- Lačur, nem. Latschur, 2.236 m
- Ziljski vrh, nem. Gailberg, 982 m

Sosednja gorstva so na severozahodu Villgratenske gore (Villgratner Berge), na severu Ankogel in Kreuzeck (del Visokih Tur), na vzhodu Krške Alpe (Gurktaler Alpen) na jugovzhodu Karavanke, na jugu pa Karnijske Alpe.